# Писалка
Писалка е инструмент за писане. Съдържа резервоар с течно мастило. Мастилото достига до метално перо накрая, наречено писец. Когато мастилото в резервоара свърши, той се напълва отново със засмукващо действие от бутилка с мастило.
Писалката е изобретена от Люис Едсън Уотърмен (1837-1901) през 1884 година. С изобретяването на химикалката и навлизането ѝ в широка употреба през 1950-те, популярността на писалката намалява. Въпреки това, тя е предпочитана от колекционери и калиграфи, особено в Китай, Япония и Европа.